# Peter Schöber
Peter Schöber (* 2. Dezember 1970 in Steyr, Oberösterreich) ist ein österreichischer Journalist. Er leitet das Programm des Fernsehsenders ORF III des Österreichischen Rundfunks und stellt gemeinsam mit Kathrin Zierhut-Kunz die Geschäftsführung des Senders.

## Leben
Peter Schöber machte erste journalistische Erfahrungen Ende der 1980er Jahre beim ORF Radio Oberösterreich.
Er hatte eine Führungsposition im Rahmen des internationalen Ars-Electronica-Festivals inne und war in den 1990er Jahren Mitglied des Gründungsteams des Ars Electronica Centers (AEC). Ab 1998 war Peter Schöber leitender Redakteur in der ORF-Informationsdirektion. Im Laufe der Jahre oblag ihm die Leitung europaweiter Medienprojekte an der Schnittstelle zwischen Journalismus und Kommunikationstechnologie. Als Absolvent des CNN International Professional Programm erreichte er die Initiierung zahlreicher Programminnovationen in den Bereichen TV-News, Magazin, Reportage und Dokumentation.
Von 2007 bis 2009 war Schöber Leiter der Hauptabteilung zentrale Programmdienste Fernsehen des Österreichischen Rundfunks, wo er für unterschiedliche Bereiche wie Programmpromotion, Programmplanung, Sendeleitung und Untertitelung verantwortlich war. Seit 2010 ist Schöber Geschäftsführer des Fernsehsenders TW1, dessen Umbau und Genehmigungsverfahren hin zum derzeitigen Kultur- und Informationsspartensender ORF III er federführend verantwortete. 
Vom ehemaligen ORF-Generaldirektor Alexander Wrabetz wurde Schöber zum Chef von ORF III bestellt. Er verfügt über ein großes Netzwerk und ist vor allem in der SPÖ gut vernetzt. Für eine Dokumentation über die österreichische Arbeiterbewegung soll er insistiert haben, dass Wiens Bürgermeister Michael Ludwig (SPÖ) persönlich interviewt wird. Die Produktionsfirma soll diesen Eingriff jedoch abgewehrt haben.
Im Jahr 2023 bezog er eine Jahresgage in Höhe von 283.000 Euro.

## Kritik
Im November 2024 erhoben mehrere ehemalige und aktuelle Mitarbeiter des ORF Vorwürfe gegen Schöber. Diesen zufolge nehme Schöber schwerwiegende Eingriffe in die redaktionelle Berichterstattung vor. Daraufhin wurde im Herbst 2024 von ORF-Generaldirektor Roland Weißmann eine Untersuchungskommission eingesetzt, die im Dezember 2024 ihren Bericht vorlegte. In einer Aussendung bestätigte der ORF ein „teilweises problematisches Führungsverhalten“. Auf Basis dieses Berichtes wurden Schöber ein Teil seiner Kompetenzen entzogen, er verlor die alleinige Personalhoheit sowie den direkten Zugriff in Programmfragen. Laut Aussagen von Mitarbeitern gegenüber der Untersuchungskommission soll Schöbers Führungsstil Grund für eine enorme Personalfluktuation gewesen sein. Gegenüber seinen Mitarbeitern kündigte er an seinen Führungsstil ändern zu wollen, demnach besuche er ein Coaching und einen Sensibilisierungskurs.

## Auszeichnungen
Für seine Initiative rund um den Start von ORF III wurde Schöber am 9. Juli 2012 der Leopold-Kunschak-Pressepreis der ÖVP verliehen. Außerdem wurde ihm von Bundespräsident Heinz Fischer am 5. November 2014 für die selbstlose Rettung eines Menschenlebens die Goldene Medaille am roten Bande für Verdienste um die Republik Österreich (Lebensrettungsmedaille) verliehen. Schöber zog am 14. Januar 2014 am Salzburger Hauptbahnhof einen lebensmüden jungen Mann in letzter Sekunde vor einem herannahenden Zug von den Schienen.

## Privates
Peter Schöber ist geschieden und Vater von zwei Söhnen.